# Европейская гимназия (Москва)
«Европейская гимназия» — одна из первых негосударственных и международных школ Москвы, ассоциированная школа ЮНЕСКО.
Была основана в 1992 году как частный детский сад. Впоследствии получила государственные российские и международные лицензии полного цикла. В настоящее время работает по программам дошкольного, начального и среднего образования. Принимает детей от 2 до 18 лет.

## Учебный процесс
В школе углублённо изучается английский язык, математика (по материалам Л.Г. Петерсон), информатика и история. С 3-го класса обязательно изучение второго иностранного языка.
Школа аккредитована по программам начальной (PYP), средней (MYP) и старшей (DP) ступеней Международного бакалавриата.

## Миссия и ценности гимназии
Миссия Европейской гимназии — помочь каждому ребёнку стать лучшей версией себя. Ценностями Европейской гимназии являются:
- открытость к идеям и людям;
- уважением к людям, которые могут выглядеть, думать или чувствовать не так, как ты;
- ответственность за свои действия и за свое бездействие;
- позитивное мышление — необходимое условие для любого действия;
- свобода выбирать то, чем ты хочешь заниматься;
- стремление к развитию на протяжении всей жизни.

## Образовательная программа
Европейская гимназия работает по самым современным педагогическим технологиям, ежегодно подтверждая высокое качество образования внешними экспертизами независимых специалистов, результатами ЕГЭ и экзаменов по программе Международного Бакалавриата. Средний балл в дипломной программе Международного Бакалавриата в 2019 году составил 35,5 баллов, при высшем балле в 39.
В школе созданы возможности для реализации уникального образовательного маршрута каждого учащегося: от выбора второго иностранного языка (французский, немецкий, испанский, итальянский, китайский) и уровня освоения школьных предметов (стандартный или углубленный) до выбора языка обучения (русский, английский) и одного или двух документов о среднем образовании (российский аттестат, диплом IB).
Гимназия предлагает своим воспитанникам обширную программу дополнительного образования: музыка (фортепиано, вокал, гитара, хор), спортивные секции (футбол, бадминтон, паркур, чиирлидинг), хореография, творчество (рукоделие, оригами, рисование, гончарное дело), актёрское мастерство. Важное место в жизни школы занимают программы развития у студентов социальной ответственности, основанные на методиках Международного Бакалавриата — SA (Service as Action) и CAS (Creativity, Activity, Service).

## Педагогический коллектив
В настоящее время в Европейской гимназии работают 5 кандидатов наук, 13 учителей высшей категории, научные сотрудники, авторы публикаций, учебников и учебных пособий, экзаменаторы и консультанты IB, носители иностранных языков. Среди молодых учителей многие являются выпускниками программы «Учитель для России». Творческие дисциплины преподают актёры ведущих московских театров, хореографы и художники. Технические дисциплины, такие как Computer Science, преподают сотрудники ведущих технологических компаний, в том числе Яндекса. Все учителя регулярно участвуют в международных конференциях и проходят курсы повышения квалификации, в том числе по программе Международного Бакалавриата.